# Chmelnyzkyj
Chmelnyzkyj (ukrainisch Хмельницький ⓘ; russisch Хмельницкий Chmelnizki; ursprünglich Плоскиривцы / Ploskiriwzy. 18. Jahrhundert bis 1954 ukrainisch Проскурів / Proskuriw, russisch Proskurow, polnisch Płoskirów) ist die Hauptstadt der gleichnamigen Oblast in der Ukraine mit etwa 268.000 Einwohnern, Industriestadt, kultureller Mittelpunkt der Oblast mit Theater, Philharmonie, Hochschule und Fachschulen.

## Geographie
Die Stadt wird vom Oberlauf des Südlichen Bugs durchflossen und liegt an der Eisenbahnhauptstrecke Lwiw–Odessa bzw. – Kiew. In der Stadt kreuzen sich die Fernstraßen M 12 und N 03. Nach dem nordöstlich gelegenen Kiew sind es 278 Kilometer (Luftlinie) und nach Lwiw im Westen sind es 217 Kilometer.

## Geschichte
Die erste Erwähnung der Stadt stammt aus dem Jahre 1431, als sie auf Ukrainisch Ploskyriw und auf Russisch Ploskurow hieß. Damals war sie ein kleines Dorf, aber schon im 16. Jahrhundert ein respektierter befestigter Ort, der im Chmelnyzkyj-Aufstand eine wichtige Rolle spielte.

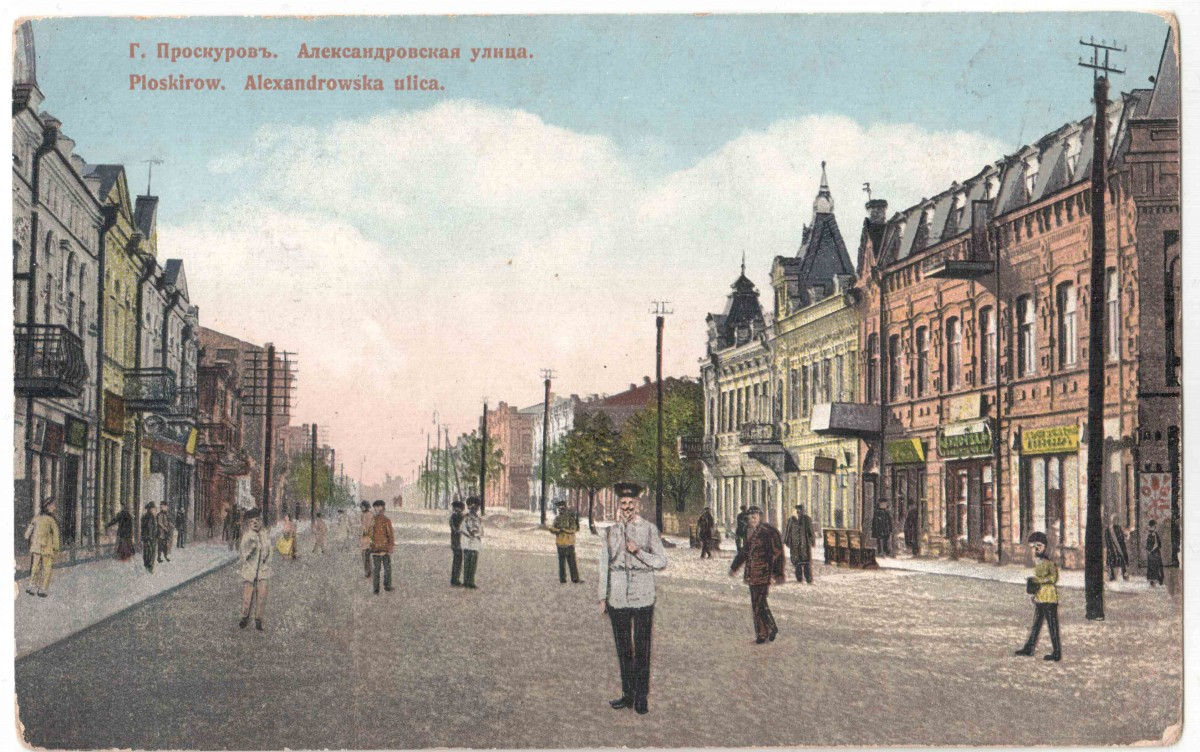
Postkarte der Aleksandrovskaya-Straße im frühen 20. Jahrhundert

Sie gehörte bis zur 2. Teilung Polens 1793 innerhalb der Adelsrepublik Polen zur Woiwodschaft Podolien. Danach kam sie zum Russischen Reich und wurde in das Gouvernement Podolien eingegliedert.

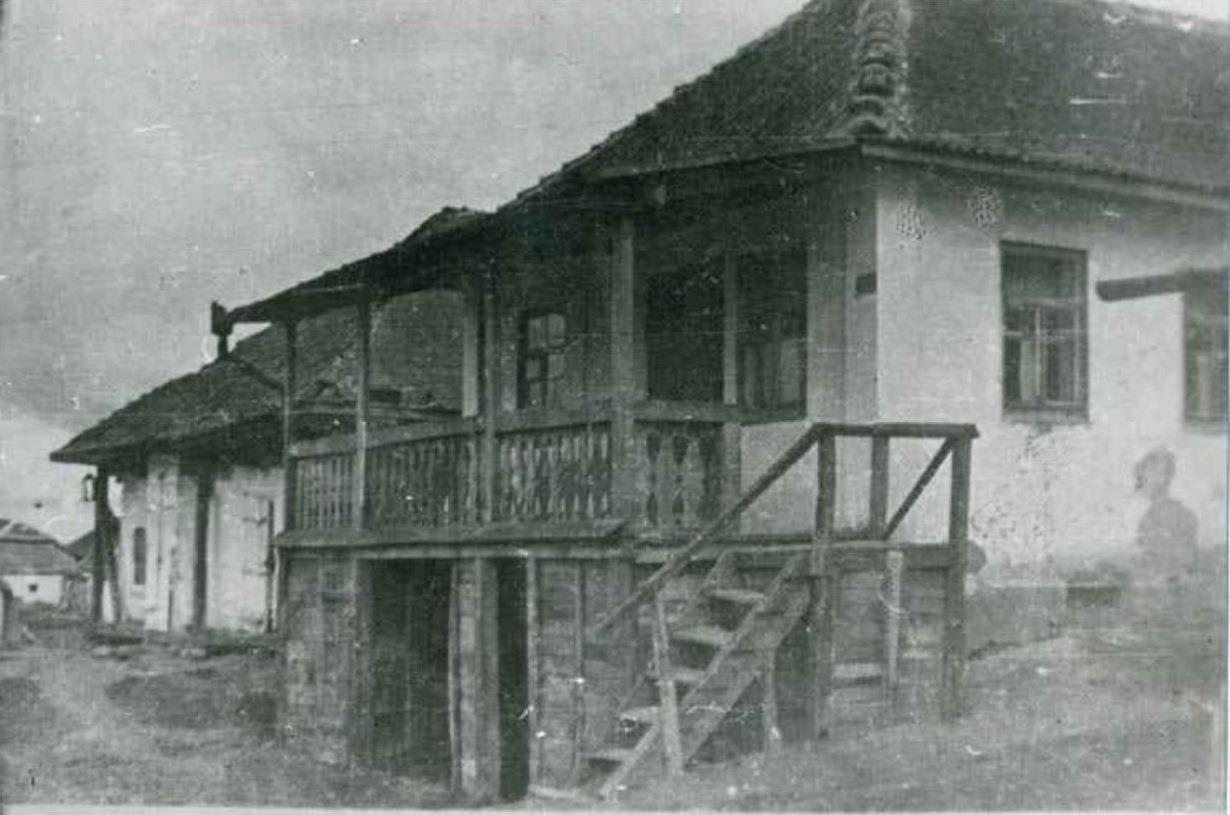
Ein Bild aus dem jüdischen Viertel (ca. 1900–1925)

Die Stadt entwickelte sich seit dem 17. Jahrhundert bis zum Holocaust zu einem großen jüdischen Zentrum. Um 1900 betrug der jüdische Bevölkerungsanteil rund 49 %. 1939 waren es 39 %.

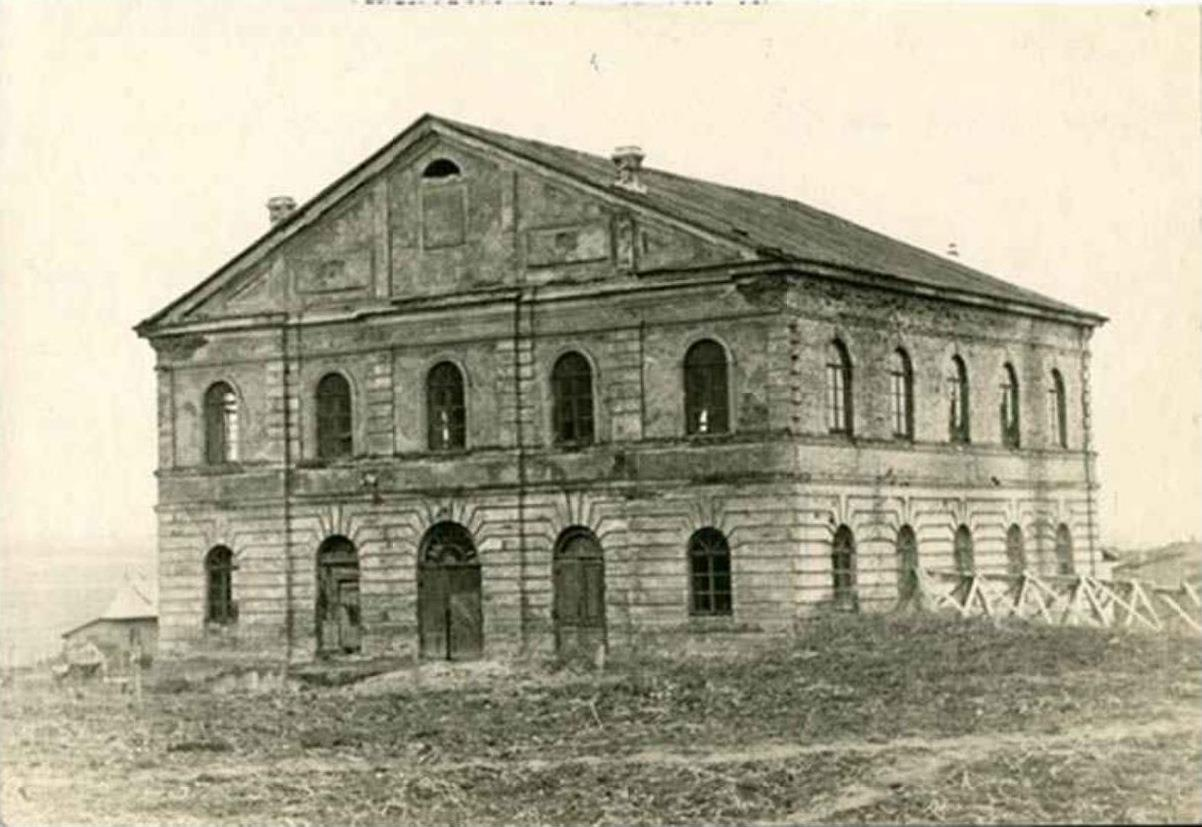
Die große Synagoge der Stadt (ca. 1938)

1901 zählte man 23.961 Einwohner. Die Stadt hatte vor dem Ersten Weltkrieg das 46. russische Linien-Infanterieregiment und das 12. russische Ulanen-Regiment in Garnison.

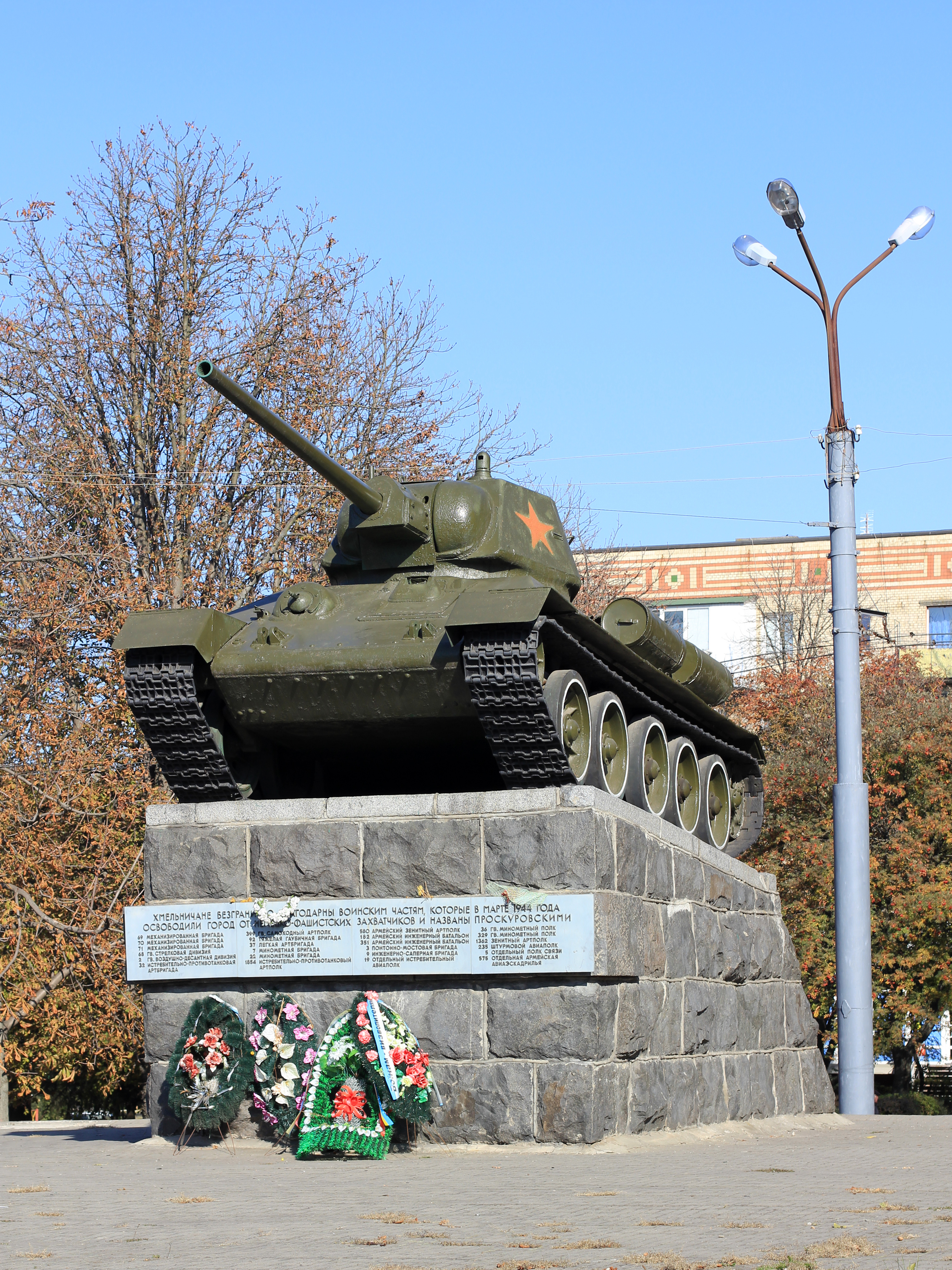
Ein als Denkmal aufgestellter T-34 erinnert an die Befreiung von den Deutschen am 25. März 1944

Während des Russischen Bürgerkriegs wurden bei Pogromen in der Stadt 1600 Juden ermordet.
Ab Ende 1922 gehörte die Stadt im Bestand der Ukrainischen SSR zur Sowjetunion. Im Zweiten Weltkrieg wurde die Stadt am 8. Juli 1941 durch deutsche Truppen erobert und fast vollständig zerstört. Sie wurde im Zuge der Proskurow-Czernowitzer Operation am 25. März 1944 durch die Rote Armee zurückerobert und nach Kriegsende wieder aufgebaut.
Von 1780 bis 1954 hieß die Stadt auf Ukrainisch Proskuriw und auf Russisch Proskurow. Am 16. Januar 1954, dem 300. Jahrestag der von Moskau sog. Wiedervereinigung der Ukraine mit Russland, wurde Proskuriw zu Ehren von Bohdan Chmelnyzkyj (1595–1657), einem Ataman der Ukraine, Staatsmann, Truppenführer und Diplomaten, in Chmelnyzkyj umbenannt.
Ende des 19. Jahrhunderts diente dort der bekannte russische Schriftsteller Alexander Iwanowitsch Kuprin (1870–1938) im 46. Dnepr-Infanterieregiment als Unteroffizier. Die damals gesammelten Eindrücke und Beobachtungen lieferten ihm den Stoff für seine Erzählung Das Duell. Chmelnyzkyj ist als Proskurow einer der beiden Schauplätze der Kriegserzählung Unruhige Nacht von Albrecht Goes aus dem Jahr 1950.

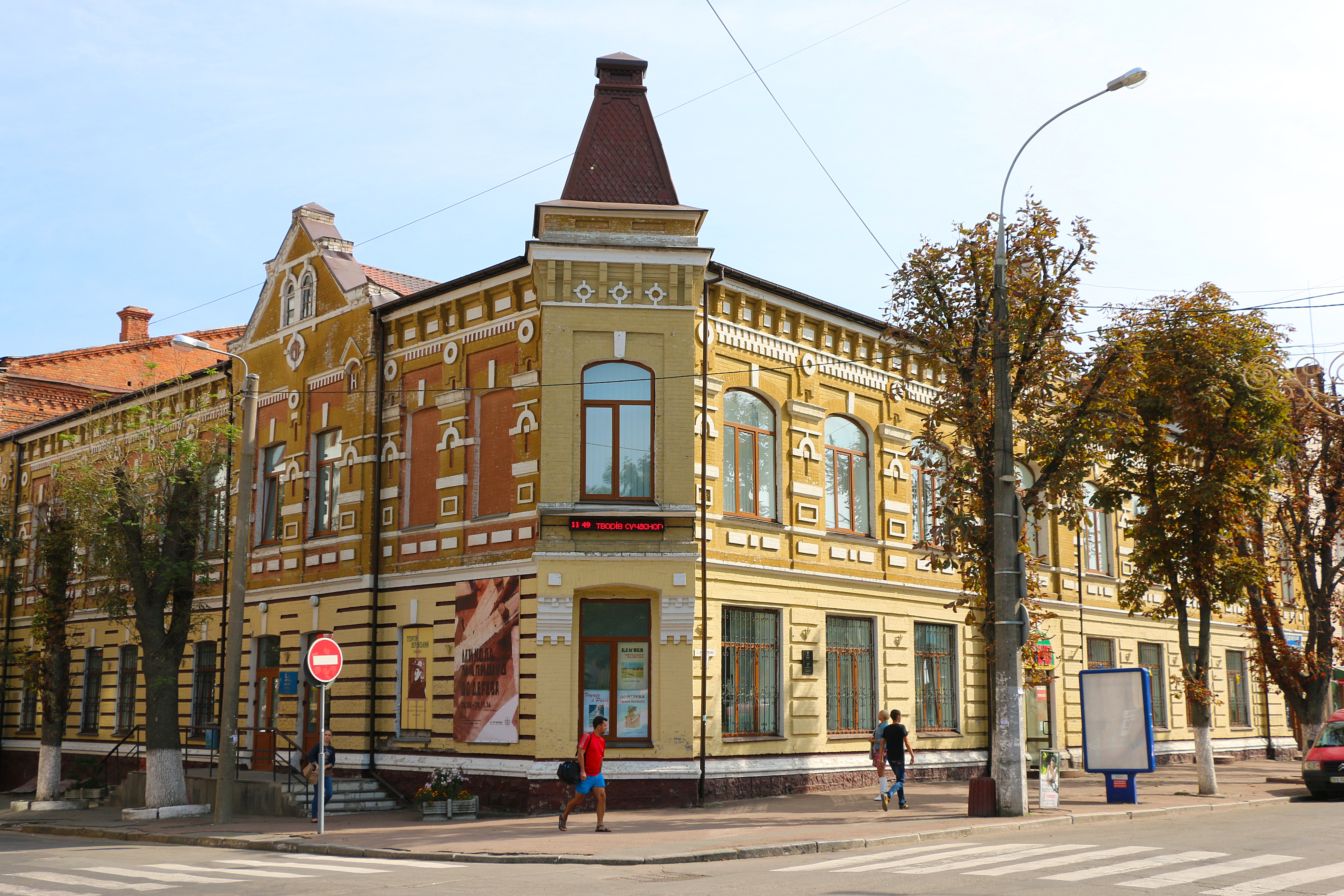
Gebäude an der Hauptstraße im Zentrum der Stadt

Bis Anfang des 20. Jahrhunderts war die Stadt typische Provinz ohne Wasserleitung und Kanalisation. Während des Russischen Bürgerkriegs, am 15. und 16. Februar 1919, massakrierte die ukrainische Armee unter Führung von Symon Petljura und unter dem lokalen Kommando von Iwan Semessenko während ihres Rückzugs vor der Roten Armee in einem Pogrom innerhalb einiger Stunden bis zu 2000 Juden in Proskurow.
Im 20. Jahrhundert begann sich in der Stadt eine Industrie zu entwickeln. In großem Umfang entstanden vor allem nach Ende des Zweiten Weltkriegs Industriebetriebe und Wohnhäuser, Lehranstalten und Kulturstätten. In Chmelnyzkyj befindet sich einer der größten Märkte der Ukraine, auf dem fast alles von Kleidung bis Elektronik erhältlich ist. Dort verdienen viele Einwohner ihren Lebensunterhalt. Die meistgesprochene Sprache ist Ukrainisch, wobei der Einfluss der Russischen auf den Wortschatz deutlich zu erkennen ist.
Auf dem Bahnhofsplatz wurde ein Denkmal Bohdan Chmelnyzkyjs errichtet.
Die Stadt erhielt am 15. April 2021 den Europapreis des Europarates für ihre herausragenden Bemühungen um den europäischen Einigungsgedanken.
Während des Ukrainekriegs ereigneten sich am 13. Mai 2023 zwei gewaltige Explosionen in der Stadt, über der ein riesiger Feuerball emporstieg, der einen kilometerhohen Rauchpilz bildete. Beobachtern zufolge wurde ein Munitionsdepot von russischen Kampfdrohnen getroffen. Nach Angaben des Bürgermeisters, Oleksandr Symtschyschhyn, gab es durch die Druckwelle etwa 30 Verletzte.

## Verwaltungsgliederung
Am 12. Juni 2020 wurde die Stadt zum Zentrum der neugegründeten Stadtgemeinde Chmelnyzkyj (Хмельницька міська громада Chmelnyzka miska hromada). Zu dieser zählen auch die 23 in der untenstehenden Tabelle aufgelisteten Dörfer sowie die Ansiedlung Bohdaniwzi; bis dahin bildete sie die gleichnamige Stadtratsgemeinde Chmelnyzkyj (Хмельницька міська рада Chmelnyzka miska rada) im Zentrum des Rajons Chmelnyzkyj.
Folgende Orte sind neben dem Hauptort Chmelnyzkyj Teil der Gemeinde:
| Name                     | Name             | Name                                   |
| ukrainisch transkribiert | ukrainisch       | russisch                               |
| ------------------------ | ---------------- | -------------------------------------- |
| Bachmatiwzi              | Бахматівці       | Бахматовцы (Bachmatowzy)               |
| Beresowe                 | Березове         | Берёзовое (Berjosowoje)                |
| Bohdaniwzi               | Богданівці       | Богдановцы (Bogdanowzy)                |
| Bohdaniwzi               | Богданівці       | Богдановцы (Bogdanowzy)                |
| Dawydkiwzi               | Давидківці       | Давыдковцы (Dawydkowzy)                |
| Iwankiwzi                | Іванківці        | Иванковцы (Iwankowzy)                  |
| Iwaschkiwzi              | Івашківці        | Ивашковцы (Iwaschkowzy)                |
| Klymkiwzi                | Климківці        | Климковцы (Klimkowzy)                  |
| Kolyban                  | Колибань         | Колыбань                               |
| Kopystyn                 | Копистин         | Копыстин (Kopystin)                    |
| Mala Kolyban             | Мала Колибань    | Малая Колыбань (Malaja Kolyban)        |
| Malaschiwzi              | Малашівці        | Малашевцы (Malaschewzy)                |
| Massiwzi                 | Масівці          | Богдановцы (Bogdanowzy)                |
| Mazkiwzi                 | Мацьківці        | Масевцы (Massewzy)                     |
| Oleschyn                 | Олешин           | Олешин (Oleschin)                      |
| Parchomiwzi              | Пархомівці       | Пархомовцы (Parchomowzy)               |
| Pyrohiwzi                | Пирогівці        | Пироговцы (Pirogowzy)                  |
| Prybuske                 | Прибузьке        | Прибугское (Pribugskoje)               |
| Scharowetschka           | Шаровечка        | Шаровечка (Scharowetschka)             |
| Tscherepiwka             | Черепівка        | Череповка (Tscherepowka)               |
| Tscherepowa              | Черепова         | Череповая (Tscherepowaja)              |
| Welyka Kalyniwka         | Велика Калинівка | Великая Калиновка (Welikaja Kalinowka) |
| Wodytschky               | Водички          | Водички (Woditschki)                   |
| Wolyzja                  | Волиця           | Волица (Woliza)                        |

## Partnerstädte
Partnerschaftliche oder freundschaftliche Beziehungen bestehen zwischen Chmelnyzkyj und folgenden Städten:
- Modesto (USA), seit August 1987
- Silistra (Bulgarien), seit April  1992
- Bor (Serbien), seit Mai 1995
- Bălți (Moldau), seit Juni 1996
- Ciechanów (Polen), seit November 1996
- Kramfors (Schweden), seit Mai 1997
- Shijiazhuang (Volksrepublik China), seit Oktober 1998
- Šiauliai (Litauen), seit Mai 2001
- Aguascalientes (Mexiko), seit April 2002
- Manises (Spanien), seit Juni 2002
- Carmel (Israel), seit September 2007
- Dresden (Deutschland), seit November 2023

## Söhne und Töchter der Stadt

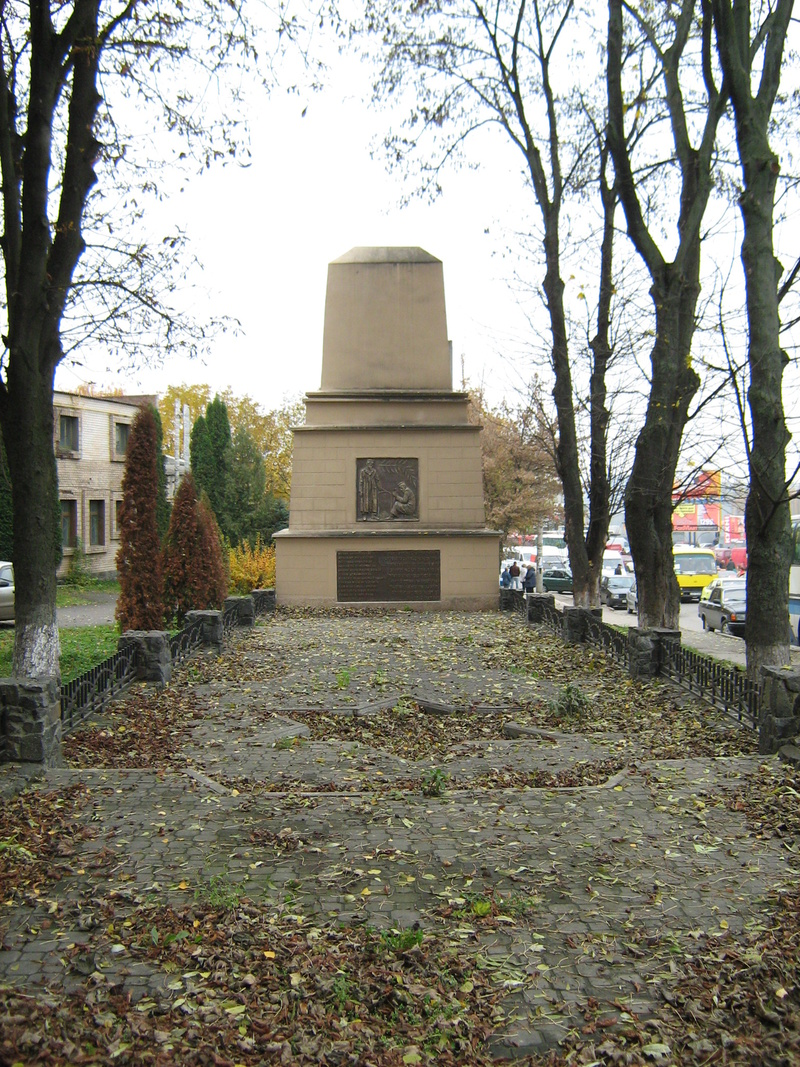
Pogrom-Denkmal

- Ossip Schnirlin (1868–1939), jüdischer Violinist
- Rosa Hochmann (1875–1955), Violinistin
- Wassyl Senkiwskyj (1881–1962), ukrainischer Philosophiehistoriker, Psychologe, Schriftsteller, Pädagoge, orthodoxer Theologe und Politiker
- Alberto Gerchunoff (1883–1950), argentinischer Schriftsteller
- Michail Zechanowski (1889–1965), Regisseur, Drehbuchautor und künstlerischer Leiter
- Bernhard Kafenhaus (1894–1969), Historiker
- Mischa Mischakoff (1895–1981), US-amerikanischer Geiger und Musikpädagoge
- Ariel Durant (1898–1981), US-amerikanische Schriftstellerin
- Georg Goldstein (1898–1980), deutsch-jüdischer Arzt und Pressefotograf
- Miron Sima (1902–1999), israelischer Maler und Grafiker
- Berta Maranz (1907–1998), sowjetische Pianistin und Klavierpädagogin
- Iwan Pawlowski (1909–1999), sowjetischer Offizier
- Jack Reimer (1918–2005), KZ-Wächter im Zwangsarbeitslager Trawniki
- Swjatoslaw Fjodorow (1927–2000), russischer Augenchirurg
- Roman Juswa (1934–2003), Dichter und Journalist
- Anatoli Kaschpirowski (* 1939), russischer Psychotherapeut und Hypnotiseur
- Boris Samoilowitsch Zukerblat (* 1939), sowjetisch-moldawischer Wissenschaftler und Hochschullehrer
- Ted Belytschko (1943–2014), US-amerikanischer Ingenieurwissenschaftler
- Alexander Ruzkoi (* 1947), russischer Politiker
- Serhij Nahornyj (* 1956), sowjetischer Kanute
- Gennadi Semigin (* 1961), russischer Politiker
- Svetlana Kamotskaya (* 1964), sowjetisch-belarussische Skilangläuferin
- Oleksandr Ponomarjow (* 1973), Sänger
- Tatjana Lobatsch (* 1974), russische Politikerin
- Kateryna Botanowa (* 1976), Publizistin, Kunsthistorikerin und Übersetzerin
- Denys Monastyrskyj (1980–2023), Politiker und Innenminister der Ukraine
- Bohdan Scherschun (1981–2024), ukrainischer Fußballspieler
- Hanna Huzol (* 1984), Gründerin und Leiterin der feministischen Gruppe FEMEN
- Lessja Nikitjuk (* 1987), Fernsehmoderatorin und Journalistin
- Oksana Schatschko (1987–2018), Künstlerin und Aktivistin
- Oksana Masters (* 1989), US-amerikanische Sportlerin und Paralympics-Siegerin
- Pawlo Olijnyk (* 1989), Ringer
- Olessja Parandij (* 1991), Handballspielerin
- Dmytro Jantschuk (* 1992), Kanute
- Anton Krivotsyuk (* 1998), aserbaidschanischer Fußballspieler
- Eduard Sabuschenko (* 1998), Geher
- Wiktorija Jaroschenko (* 1999), Radsportlerin